# Encarsia sueloderi
Encarsia sueloderi är en stekelart som beskrevs av Andrew Polaszek 1994. Encarsia sueloderi ingår i släktet Encarsia och familjen växtlussteklar.
Artens utbredningsområde är Costa Rica. Inga underarter finns listade i Catalogue of Life.